# Ślubów (województwo dolnośląskie)
Ślubów (niem. Schlaube) – wieś w Polsce położona w województwie dolnośląskim, w powiecie górowskim, w gminie Góra.

## Podział administracyjny
W latach 1975–1998 miejscowość położona była w województwie leszczyńskim.

## Zabytki i osobliwości
Do wojewódzkiego rejestru zabytków wpisane są obiekty:
- zespół pałacowy i folwarczny, z XIX-XX wieku:
  - pałac
  - kaplica
  - park
  - folwark:
    - spichrz
    - budynek gospodarczy.

We wsi wytwarzane są sery ślubowskie, produkowane z mleka od krów wypasanych na łąkach doliny Baryczy. Produkt ten znajduje się w katalogu sieci dziedzictwa kulinarnego Dolnego Śląska.